# Mitologia eslava
A mitologia eslava é o aspecto mitológico da religião politeísta que era praticada pelos eslavos antes de sua cristianização. Tal religião tem muitas características em comum com outras religiões da religião protoindo-europeia.

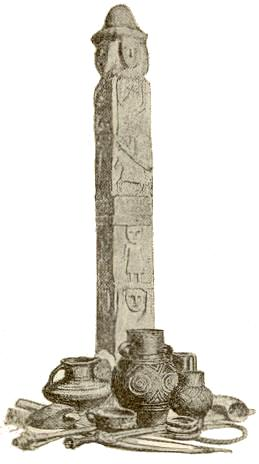
Ídolo de Zbruch.

## Entidades
- Rus (no alfabeto cirílico Рус ) é uma figura lendária da mitologia eslava. De acordo com a lenda, Lech, Čech e Rus conduziram seu povo eslavo da região entre o alto Vístula e o médio Dnieper, em busca de uma nova terra fértil. Lech (pronúncia [Leĥ]) é um ancestral lendário dos poloneses .
- Perun (antigo eslavo Перунъ, russo Перу́н, ucraniano, búlgaro e sérvio Перун, bielo-russo Пярун, polonês, tcheco, eslovaco, croata e esloveno Perun) é o deus mais alto da mitologia eslava. Ele é o deus do trovão e do relâmpago. Entre seus símbolos estão a flor da íris, o machado e o carvalho.
- Primavera (em russo:  Весна) é a deusa dessa estação. Ela é invocada em canções rituais. [1]
- Geada (Мороз russo) no folclore e etnografia eslavos é a divindade desta condição climática. [2]
- Espírito da Casa (em russo:  домовой) na mitologia eslava é o espírito de uma casa. Ele é imaginado como um homem, muitas vezes parecendo o dono de uma casa, ou um velhinho cujo rosto está coberto de cabelos brancos. [3]
- Pripegalo (em latim: Pripegala) é um deus dos eslavos bálticos (elboslavoj). Mathieu-Colas pensa que esse deus é semelhante ao deus grego Príapo. [4] Existe uma opinião de que o nome esteja incorreto, por erro do Arcebispo de Magdeburg, e uma versão correta seria "Prepeluga", outro nome de Perperuna Dodola. [5]
- Svarjich (russo antigo: Сварожичь, Сварожець ) é o deus eslavo do fogo. Alguns pesquisadores o consideram filho de Svarogo. Outros acreditam que Svarojich e Svarog são o mesmo deus.
- Svarog (russo antigo: Сварогъ, Соварогъ ) é um deus eslavo. Alguns pesquisadores acreditam que ele é ferreiro, semelhante ao deus grego Hefesto. Alguns pensam que Svarogo é o deus supremo dos eslavos orientais. Alguns acreditam que Svarog e Svarojich são o mesmo deus.